# 日本競輪選手養成所
日本競輪選手養成所（にほんけいりんせんしゅようせいじょ、以下養成所）とは、静岡県伊豆市（旧修善寺町）に所在する、競輪の選手を養成するために設けられた、日本における唯一の研修施設。英語表記は「Japan Institute of KEIRIN」、短期表記は「JIK」。旧称は日本競輪学校（略称競輪学校、NKG）。
所長は神山雄一郎（前身の日本競輪学校時代から通算して第24代。2025年4月1日より）。

## 概要
競輪選手になるためには、国家試験である競輪選手資格検定（以下、資格検定）に合格しなければならない。日本競輪選手養成所とは、その資格検定の合格（競輪選手）を目指す人に対し、指導・教育・訓練を行う施設である。
- なお、資格検定の受験資格には「養成所」に関する項目はないため[7]、規則上は養成所に入所せずとも競輪選手になることは可能である（極論を言えば、資格検定に合格すればよい）[6]。とは言え、養成所へ入所せず資格検定に合格することは容易ではなく、資格検定の制度が導入されて以降は旧競輪学校時代も含めて養成所に入所せず資格検定の受験だけで競輪選手になった者はいない[6]。そのため、競輪選手になるためにはまず養成所の入所試験に合格し、入所後は同所にて一定期間教育・訓練を受けることが大前提となっている[注 2]。

養成所に入所した者は「（選手）候補生」と呼ばれ（旧競輪学校時代は「生徒」）、同所で原則として10か月間（101期以降の現状では、原則として毎年5月中旬入所・翌年3月下旬卒業）の訓練を受けることとなる。
このほか、競輪における走路審判員（JKA職員）の養成および研修、短期登録制度で来日した外国人選手に対する講習及び訓練、競輪選手の中で250競走「PIST6」出走資格取得希望者に対する講習及び訓練なども、養成所にて行われている。
2019年5月1日付で、『競輪選手養成に特化した施設であること』を明確にするため、日本競輪選手養成所へ名称を変更した（ただし公表は9日付）。また、授業カリキュラムの大幅見直しを行ったほか、受験制度なども変更されている。

## 募集要綱と試験
養成所の募集要綱では、男子・女子ともに受験資格として以下の事項が定められており、以下の条件を満たした受験者に対し、年に1回入所試験が行なわれる（2020年5月入学の119期＜男子＞・120期＜女子＞より適用）。なお、以下の各号の応募資格を有しないものは応募書類を受理しないことになっている。
- 日本国内に居住する者（国籍は不問）で、受験する年の4月1日時点で満17歳以上の者（年齢の上限は無し）

旧競輪学校時代では、92期までは受験時に満24歳未満という年齢制限もあったが、93期以降は年齢制限のうち上限が撤廃され満24歳以上でも受験が可能となった。
- 以下のいずれにも該当しないこと

ア. 競輪選手として登録された者（消除者を含む）
イ. 禁錮（きんこ）以上の刑に処せられた者
ウ. 自転車競技法、小型自動車競走法、競馬法、日本中央競馬会法又はモーターボート競走法の規定に違反して罰金以上の刑に処せられた者
エ. 成年被後見人、被保佐人又は破産者で復権を得ない者
オ. 反社会的勢力との関係が疑われる者
カ. 2018年度以前に旧日本競輪学校に在籍したことがある者で、日本競輪選手養成所規則第15条（旧日本競輪学校校則第18条）に定める在籍期間（最初に入所を許可され在籍する回のほか次回又は次々回まで）相当の期間を経過しない者、また前述の期間を経過した者であっても日本競輪選手養成所（旧日本競輪学校）に在籍中に懲戒により退所（退学）を命ぜられた者
キ. 2019年度以降、日本競輪選手養成所に在籍したことがある者で退所を命ぜられた者
ク．規定により明らかに試験に合格しないと思われる者
ケ．初回受験の日から8年が経過した者（2018年度以前の試験は初回受験に数えない）
コ．2019年度以降に5回受験した者（2019年度以降に試験を辞退、欠席した者についても受験回数に数えるものとする）
サ．タトゥー、入れ墨、アートメイクその他の身体に直接施術された物によって医療検査を受けられない可能性のある者
シ．その他上記に準ずる事実がある者
養成所となった現在は学歴不問となり中卒でも受験可能となったが、旧競輪学校時代から引き続き「受験する年の4月1日時点で満17歳以上」という下限での年齢制限は設けられているため、中卒直後に即受験することは従来通りできない。また、以下の通り第2次試験ではSPIを用いた適性検査が課されるため、学歴不問ではあるものの実質は高卒と同等程度の学力は必要である。一方で、旧競輪学校時代には無かった受験年数・受験回数に制限が加えられた。他にも、いわゆる暴力団関係者（と思しき者）や、身体にタトゥー、入れ墨を入れている者は受験できないことが明記された。また、かつては自主退所（自主退学）した者は再受験・再入所は認められなかったが、現在は上記の条件を満たせば可能となっている。
受験希望者は、受験料5,000円を指定口座に振込入金した上で、願書を養成所の公式ウェブサイトにある「応募フォーム」により電子申請するか、養成所に郵送する。なお、願書の受付期間は毎年6月上旬から8月下旬であり、参考に127期・128期では2023年6月1日午前10時から2023年8月21日午後5時まで（郵送の場合は2023年8月28日の消印有効）であった（125期・126期までは受付開始が7月1日であった）。
試験内容は、男子・女子ともに基本的に同じ。試験は第1次・第2次と2回行なわれ、第1次試験の合格者のみが第2次試験を受験可能となっている。なお、実技試験における合格者の最高・最低・平均タイムも公表されており（かつては最高と平均のみ）、これが合格への目安となる。
合格発表は、男子・女子ともに毎年1月中旬の同日に行われる。なお、後述する特別選抜試験については、前年10月末までに出願した者は一般試験の発表と同時に発表されるが、それ以降に出願した者に対しては3月下旬から4月上旬にかけてのいずれかの日に行われる。
第1次試験
実技のみ。願書提出の際には、以下にある技能試験または適性試験のいずれか1つを選択する（なお、選択後の変更は認められていない）。
技能試験 - 主に自転車競技経験者が対象。自転車によるスタンディングスタートでの1000m走行時間（男子）／500m走行時間（女子）、および400mフライングスタートからの200m走行時間を、男子は小倉競輪場（北九州メディアドーム）にて、女子は養成所にて、それぞれ計測する。
- 男女とも、技能試験において使用できる自転車であるか等を確認するため、受験日前日に前日検査（自転車）を受ける必要があり、前日検査を受けなかった者は受験できないことになっている。
- 男子は、1000m走行時間は1分10秒が一般的に合否のボーダーラインと言われている。参考に、119期生入所試験1次試験における1000m走行時間の平均は1分09秒83、200m走行時間タイムの平均は11秒45であった。また、競輪選手資格検定における合格ラインは、1000m走行時間が1分15秒以内、200m走行時間が12秒8以内とされている。
- 女子は、参考に、120期生入所試験1次試験における500m走行時間の平均は38秒99、200m走行時間の平均は12秒99であった。また、競輪選手資格検定における合格ラインは、500m走行時間が42秒以内、200m走行時間が14秒0以内とされている。

適性試験 - 自転車競技未経験者が対象。垂直跳びの跳躍高と、背筋力計による背筋力、長座体前屈による柔軟性を、養成所で計測。
- 「団体競技も含む他競技において優秀な成績を収めた者」においては、第1次試験の免除を申請することができる。この制度を利用し、元プロ野球選手の松谷秀幸、元プロスノーボーダーの猪頭香緒里らが旧競輪学校に合格し、のち競輪選手として活躍した。旧競輪学校時代には、この規定を周知させるため、プロ野球トライアウト会場にブースを設営しトライアウト参加者に入学願書を配布するなど、より優秀な選手を獲得しようとスカウト活動にも取り組んだこともあった。

第2次試験
身体検査 - 業務規程別表第1の「身体検査合格基準」で定める検査項目。
人物考査 - 口頭試問、適性検査・作文などの筆記試験、受験態度など。口頭試問では面接で志望動機などが問われ、また適性検査ではSPIを用いた基礎学力（国語力、数学力。高卒程度の学力の内容）が問われる。養成所となって以降は『受験態度』も考査の対象となった。
実技試験（適性受験者のみ） - 養成所で、固定式自転車を用いて、6秒間の走行時の最大パワーおよび最大回転数、45秒間（男子）／30秒間（女子）の走行時の平均パワーを計測。
このほか、自転車競技ないし自転車競技以外の競技における直近3年間での世界規模の大会（JKAが認めた大会に限る）において優秀な成績を収めた者、および世界自転車競技センター（WCC）における半年以上の訓練受講者に対しては、上記の一般入試とは別枠で特別選抜入試（いわゆる『特待生』）の制度が設けられており、一般入試と比べて願書受付期間が翌年3月中旬までと大幅に延長されているほか、受験料免除、試験内容が面接・作文程度となっており、事実上のフリーパスとなっている。
- この制度により、自転車競技で活躍した窪木一茂・近谷涼・一丸尚伍・松田祥位（英語版）・兒島直樹（英語版）、スケート競技で活躍した植松仁・武田豊樹・牛山貴広、モーグル競技で活躍した原大智、ウエイトリフティング競技で活躍した近内三孝（英語版）が入所（入学）している。一方で、1998年の長野オリンピックショートトラック金メダリストの西谷岳文の場合は、受験時が2006年でありかなりの間があったことからこの制度での受験はできず、一般受験（適性）で合格した。このほか、世界自転車競技センターにおける訓練受講により、大森慶一、永井清史、北津留翼、柴崎淳がこの制度で旧競輪学校時代に入学した[36]。なお、女子は募集開始（102期）以降、特別選抜入試での合格者（受験者）はいない。

ほとんどの受験者は自転車競技経験者、または自転車競技未経験でも師匠（主に現役選手）の下で猛練習を積んできた者であるため、技能試験の受験者が圧倒的に多く、現状では男子・女子ともに適性試験での合格枠は基本的に毎回5名とされているが決まっているものではなく、回により前後することもある。ただ、史上最年長となる45歳でGIレース優勝を果たした松本整、「怪物」滝澤正光（元養成所所長）、「中部の帝王」山田裕仁（元年間獲得賞金額最高記録保持者）、ガールズケイリン特別競走4タイトル（※GI導入前）を制覇した小林優香、2018年 - 2020年の賞金女王児玉碧衣などは適性受験者（俗に『適性組』とも呼ばれる）であり、男女ともに養成所に入所するまで自転車競技は未経験であっても競輪界でトップレーサーに上り詰めた者も存在する。
- 技能試験では、旧競輪学校時代は国体などで自転車競技（トラックレース）において優秀な成績を収めている者に対し第1次試験を免除する制度があったが、現在は男女ともに免除する制度はない[41][42][注 17]。
- 適性試験では、旧競輪学校時代のうち平成初期頃までは第1次試験で持久力走、100m走、立ち幅跳びなどが行われていたが、これらは鍛え方（努力）次第でタイムを縮めることができることから廃止された。

男子については、昭和の時代では期ごとに100名以上もの入所者を抱えたこともあったが、平成に入ってから期ごとに定員75名程度（年間で150名程度）となり、更に85期から92期までは売り上げ減など当時の競輪界の低迷を反映して年1回の募集となった。その後、新人がデビューする機会の増加による競輪の活性化を求める声が相次いだため、93期からは年2回の募集が復活（93期より100期までは各期とも技能60名・適性15名の計75名）し、同時に従来から行なわれていた国語・数学・社会などの学力試験・小論文試験や年齢制限（上限のみ）なども廃止し、選手としての実力を持った候補生が入所しやすいよう配慮された。しかし101期より選手の増加抑制や女子選手の募集を見据えて再び年1回募集に変更の上、定員は男子36名・女子20名程度（102期のみ35名）と再び大幅に削減された。ただ、やはり新陳代謝を求める声も強く、また受験者自体が減少傾向にあった（受験者は、101期では453名であったが109期は280名にまで減少した）ことを受けて、その後は再び合格枠を増やしており、109期は50名（技能43名・適性7名）とし、2015年度の111期以降は70名程度（技能65名・適性5名が基本）としている。また、受験者も増加傾向にあり、117期では341名が受験し（応募は370名）、121期では391名の応募があった。なお、合格倍率は、直近10年で見ると100期までが5倍程度、101期 - 105期が10〜12倍、107期が9倍であったが、合格枠を増員した109期以降は5倍程度となっている。とは言え、容易に合格できるものではないため、現役の競輪選手の中には複数回受験して漸く合格した、というケースも多い。
女子については、合格枠は104期以降では20名程度（技能15名・適性5名が基本。ただし、114期では技能17名・適性3名の計20名、118期では技能14名・適性7名の計21名、120期では技能17名・適性5名の計22名であった）としている。応募者は毎回50名弱であったが、128期では58名、130期では過去最多となる60名の応募があった。そのため女子の倍率は2〜3倍程度である。

## 候補生の生活
候補生の養成所での在学期間は、原則として毎年5月中旬から翌年3月下旬までの10か月間である。ただ実際は、入所予定者は原則として入所式前の4月中旬から下旬にかけて、技能試験合格者は2泊3日で、適性試験ないし特別選抜試験合格者は14泊15日で、それぞれガイダンスを兼ねた事前研修を受けることになっている。
入所時には、競走で使用するピスト（ただし、男子と女子ではフレームの材質が異なる）とロード走行用のロードレーサーの2種類の自転車を予め候補生自身で用意しなければならない。なお、適性試験で合格した者に対しては、購入に向けて別途ガイダンスが行われる。
養成所では、男女ともに候補生を代表する者として「選手候補生自治会長」「同副自治会長」（旧競輪学校時代の呼称は「生徒会長」「生徒副会長」）がそれぞれ1名ずつ選ばれる（立候補制だが、基本的に年長の候補生が選出される）。
養成所の入所者は、現在では小学校で一輪車の授業もあるなど（競技歴の有無はあるが）全員が（何かしらの）自転車経験者であるため、ボートレーサー養成所のように大量の脱落者が出ることはない。そのため、養成所の候補生は基本的に全員が同時に卒業するが、年次によっては何らかの理由で中途退所ないし卒業延期となる者が若干見られるほか、合格しても入所を1〜2年遅らせる候補生も稀に見られる。ただし、日本競輪選手養成所に改称した2019年の117期・118期以降は年3回行われる記録会が全て卒業認定試験を兼ねており、卒業認定試験は1回のみであった旧競輪学校時代と比べて卒業へのハードルは上がっている。また、記録会による卒業認定試験のほかに、自転車整備技術や学科においても卒業認定試験があり、これらでも赤点を取ると養成所を強制退所させられる。
一方で、報奨金などを与える制度もある。学科科目・実科科目（主に競走訓練）それぞれにおいて高い出席率を残した者や、後述する記録会でゴールデンキャップを獲得するなど高い成績を残した者に対しては規定の報奨金が、また男女別で学業ないし競走訓練成績が最も優秀であった者や選手候補生自治会長・副自治会長に対してはシームレスタイヤが、それぞれ卒業式で贈呈される。
養成所内での平日の1日の基本的なスケジュールは、以下の通り。
| 時刻          | 内容         | 備考                                                                      |
| ------------- | ------------ | ------------------------------------------------------------------------- |
| 05:00 - 06:30 | 早朝自主練習 | 希望者のみ                                                                |
| 06:30         | 起床         | 自主練習組はここで合流                                                    |
| 06:45 - 07:10 | 点呼・錬成   | ストレッチ体操を行う                                                      |
| 07:10 - 07:20 | 清掃         | 手分けして養成所内を掃除                                                  |
| 07:30 - 08:05 | 朝食         |                                                                           |
| 09:00         | 課業整列     |                                                                           |
| 09:05 - 09:45 | 第1時限      | 学科講習がメイン                                                          |
| 09:55 - 10:35 | 第2時限      | 学科講習がメイン                                                          |
| 10:45 - 11:25 | 第3時限      | 学科講習がメイン                                                          |
| 11:25 - 12:05 | 昼食         |                                                                           |
| 12:05 - 12:45 | 訓練準備時間 |                                                                           |
| 12:50         | 課業整列     |                                                                           |
| 12:55 - 13:35 | 第4時限      | 実科講習（競走訓練など）がメイン （午前に実科・午後に学科とする日もある） |
| 13:45 - 14:25 | 第5時限      | 実科講習（競走訓練など）がメイン （午前に実科・午後に学科とする日もある） |
| 14:35 - 15:15 | 第6時限      | 実科講習（競走訓練など）がメイン （午前に実科・午後に学科とする日もある） |
| 15:25 - 16:05 | 第7時限      | 実科講習（競走訓練など）がメイン （午前に実科・午後に学科とする日もある） |
| 16:15 - 16:55 | 第8時限      | 実科講習（競走訓練など）がメイン （午前に実科・午後に学科とする日もある） |
| 17:00 - 18:00 | 自主練習     | 希望者のみ                                                                |
| 17:00 - 19:00 | 入浴         | どちらを先に行うかは候補生次第                                            |
| 17:45 - 18:45 | 夕食         | どちらを先に行うかは候補生次第                                            |
| 19:15 - 19:45 | 自習         |                                                                           |
| 19:45 - 20:55 | 自由時間     |                                                                           |
| 21:00         | 点呼         |                                                                           |
| 21:45         | 消灯準備     |                                                                           |
| 22:00         | 消灯         |                                                                           |

土曜は、旧競輪学校時代では講習は午前のみで午後は自由時間となっており、クラブ活動が行われていた。養成所となった現在ではクラブ活動は廃止され、代わって英会話講習などが行われている。日曜・祝日は休み（終日自由時間）であり、日曜に関しては養成所に外出許可を出して認められた者のみ隔週（男女交互）で日中の外出も可能である。
学科講習は、国語や社会といった一般教養科目の他に、自転車競技法や競輪規則などが主体。
実科講習（競走訓練など）は、主に養成所内の施設で行なわれるが、姉妹施設である隣接の日本サイクルスポーツセンターや公道にて中・長距離ロード訓練などを行なうこともある。なお、競輪は基本的に雨天決行であるため、競走訓練もそれに準じて雨天でも実施される（台風などで訓練に大きな支障をきたす恐れがある場合は除く）。
養成所となってから初となる117期・118期からは、実科では科学的トレーニングが導入されたほか、学科でもメンタルトレーニング、SNSの使用方法、外国人選手と円滑なコミュニケーションが図れるよう英会話などといった、時代を反映した講習も行われるようになった。
トレーニングにおいては、記録会などの成績を基に、将来自転車競技で日本代表として活躍できそうなポテンシャルを持つエリートをJCFブノワ・ベトゥ（フランス語版）、ジェイソン・ニブレット両コーチが直接指導する「HPD（ハイパフォーマンスディビジョン）教場」がある。そのほかにも、瀧澤正光が所長の時代には、記録会で特に優秀な成績を収めた者を中心に瀧澤所長自らが選抜した選手に対して直接指導する（通称）「T教場」もあった。
養成所は全寮制であり、家族（配偶者・子供）がいても自宅からの通所は一切認められておらず、帰省できるのは8月のお盆休み（夏季休暇。2週間程度）と年末年始（正月休暇。1週間程度）のみとなっている。これらの長期帰省の前には全員で養成所内の大掃除を行い、「終業式」のあと各自帰路につくこととなる。なお、後述の通り養成所は交通アクセスに難がある立地のため、希望者は東海道新幹線の停車駅である三島駅までの送迎バスを利用することができる。登下所や外出の際には制服着用が義務付けられており、また怪我の治療のための通院など特別な事情がある以外の私用の外出は許可を受けた者のみが男女交互で隔週日曜の8:30 - 17:30のみ、かつ静岡県内に限定されて可能となっているが、帰所が門限を1分でも過ぎれば退所処分を含む厳罰が下される。
- 養成所には高卒即入所する者が多いが、全寮制かつ年末年始休暇は短いため、地元の成人式（現在では成年年齢の引き下げにより『二十歳のつどい』など自治体によって呼称が異なっている）に出席することはまず不可能である。そのため、養成所のある伊豆市では、毎年1月の成人の日に行われる『伊豆市二十歳（はたち）を祝う式典』（旧成人式）の式典対象者に「日本競輪選手養成所に入所している人」も加えており、候補生のうち対象者は例年伊豆市の式典に出席することになっている[78]。ただ、コロナ禍となって以降は、帰省や日曜外出を解禁した現在でも参列は控え欠席としていることもあり、希望者は修善寺の写真店で記念撮影を行っている[79]。

2011年5月より女子が入所したため、現在寮ではフロアにより男子限定・女子限定と隔てられている。男子は2階・3階フロアで、女子は4階フロアでそれぞれ宿泊し、4階には監視カメラと赤外線センサーが設置されている。寮の階段も男女別とされており、異性用の階段を使用すればペナルティーが科せられる。入浴施設は、既存の大浴場の室内に新たに仕切りの壁を設置して、男子用・女子用とで隔てた。
養成所では、以下の項目が禁止事項として定められている。
1. 飲酒
2. 喫煙
3. 暴力・窃盗その他刑罰法規に違反する行為
4. 無断外出、無断外泊
5. 賭事またはこれに類する行為
6. 携帯電話、スマートフォンを始めとした通信可能な電子機器の構内への持ち込みおよび使用
  - ただし、日曜外出時および帰省時、または特別に許可した時は、養成所外のみで使用が可能。また、例外的に日曜午前中の1時間のみ養成所内でも使用が許可されている[6]。
  - 持ち込みは1台のみとし、養成所内では電源を切り選手候補生宿舎事務室に預けることになっている。
7. 教官への重大な反抗行為
8. 異性間での身体接触および男女各規制区域への出入り
  - ただし、訓練中（ウエイトトレーニングの補助、ホルダーなど）で教官の指示があった場合を除く。
9. 重大な虚偽の申告
10. タトゥー、入れ墨、アートメイクその他医療検査を受けられない可能性のある物を身体に施術すること。または、施術した状態で入所すること
11. 養成所の秩序を乱し、その他著しく選手候補生としての本分に反する行為

養成所内では携帯電話など通信機器は原則使用禁止としており、電話（発信）は夜間の自由時間ないし日曜日に限り養成所内の公衆電話のみ使用が許可されているため、養成所では未だにテレホンカードが大人気である。なお、公衆電話の使用は奇数日が男子、偶数日が女子、かつ1人5分以内としている。
旧競輪学校時代は、学校内での生活はまさに「軍隊」「ネイビーシールズ（アメリカ海軍特殊部隊）」並みの厳しさと言われ、飲酒、喫煙はもちろんのこと、ドライヤー、化粧品など不必要な私物も一切禁止されていた。実際に、102期（女子1期生）では夏季休暇後の帰校の際にパソコンと携帯電話を隠し持っていた候補生がおり、その内の1人である奈良岡彩子は停学・留年（のちに104期生としてデビュー）、もう1人は退学の処分が下った。また私物のドライヤーを持ち込んだ候補生に対しては、暫くの間外出禁止とされた。一方、養成所となってからの現在では、携帯電話の使用・飲酒・喫煙の禁止などは変わらないが、携帯電話は養成所外では使用が認められるようになったほか、候補生によってはDVDプレイヤーを持ち込んで自由時間に鑑賞する者もいたり、在所中のメイクも解禁されるなど、旧競輪学校時代と比べて緩和されているところもある。
髪型についても、旧競輪学校時代よりは緩和され、在所中は「訓練に支障がない程度の短髪」とされており、男女とも髪を伸ばしている候補生もいる。なお、礼節には非常に厳しく、所内の人間に対しては全員に大きな声で「こんにちは」と挨拶し、教官に対する反抗的な態度や、候補生同士でツケ・オゴリも含めた金銭の貸し借りなどが発覚した場合は即刻退所処分となる。同様に、在所中は男女間の候補生同士の交流も厳禁である（ただし、英会話など一部の授業では男女合同で行うこともある）。
公営競技の選手は命賭けの職業でもあることから、養成所における教官の指導は厳しいが、それでも「自ら鍛えないと強くなれない」という意識が徹底しており、早朝や放課後または休日に学校から課せられた訓練とは別のトレーニングを自主的に取り組む候補生もいる。
在所中はイベントとして、候補生による体育祭などが行われている。
在所中は、授業料は無料だが、食費や制服・ウェア代、競輪仕様の車輪・タイヤ代など諸費用については受益者負担の原則から候補生による自己負担となっており、翌年の卒業まで在籍した場合、トータルで150万円ほどの費用が必要である。食費のみ毎月、その他は入所後養成所が指定した日に一括して入金することになっている。なお、この150万円ほどの諸費用についてはJKAから無利子で貸し付けを受けることも可能であり、貸し付けを受けた場合、競輪選手としてデビュー後に獲得賞金の中から源泉徴収によって分割払いし、1年間かけて返済することになっている。
食事については、栄養士による監修のもと、毎食とも栄養のバランスが取れた食事が提供される。おかずやデザートの量は全員が同じで決まってはいるが、ごはん（白米）は食べ放題となっているため、「体づくりのため」にと丼に白米をてんこ盛りにして食べる候補生もいる。ちなみに、白米の足しとしてごま塩のふりかけが人気であるほか、焼き肉のタレを白米にかけて食べる候補生もいる。
所内には売店や飲料の自動販売機がある。売店での購入代金やマッサージにかかる費用はチケット制としており、チケットに利用した分の金額を記載したあと、その費用は月締めで後日登録した銀行の預金口座から引き落とし精算となる。
卒業直前の翌年2月に資格検定を受験し、資格検定に合格すれば養成所を卒業となり、競輪選手になる資格を得られる。卒業式の直前、3月上旬に2日間かけて卒業記念レースが行われ卒記チャンプが決定する。卒業記念レース決勝戦の翌日または翌々日が卒業式であり、卒業式当日は、講堂で卒業証書授与のあと一斉に外に駆け出し、集合写真の撮影と恒例の（防衛大学校のような）帽投げ（ハットトス）が行われる。帽投げの時だけは男女関係なく卒業生同士、肩を組んで円陣をつくる。
養成所（旧競輪学校）での生活については、漫画『Odds -オッズ-』『閃光ライド』『MOGAKU』に詳しい描写があるほか、漫画『ギャンブルレーサー』でも少し触れられている。

### 119期・120期生（2020年度入所）から125期・126期生（2023年度入所）の生活
2020年5月入所の第119期生（男子）・第120期生（女子）においては、新型コロナウイルス感染症が蔓延・拡大している状況を鑑み、例年5月中旬に行われる入所式が5月29日となった。また養成所内での感染防止対策として、それまで認められていた隔週ごとの日曜外出は禁止とし、夏季と年末年始における一時帰省も実施しなかった。代わりに、日曜日午前中の1時間（のち2時間に拡大）に限り養成所内で携帯電話の使用が許可されたほか、年末年始も日中から夕方にかけて養成所内で携帯電話の使用が許可された。ただ、一時帰省を実施しなかったことで通常よりもカリキュラムの消化が早まったため、資格検定の受験、そして卒業記念レースと卒業式は例年よりも1か月前倒しすることとなった。2021年3月1日に例年より約1か月早く卒業式が行われ、卒業者は同日付で競輪選手として登録された。
2021年度入所の第121期生（男子）・第122期生（女子）、2022年度入所の第123期生（男子）・第124期生（女子）、2023年度入所の第125期生（男子）・第126期生（女子）でも同様に、例年より遅らせ5月下旬に入所式を行った。また日曜外出・一時帰省の禁止は継続しておりその間も養成訓練を行ったため、資格検定受験、そして卒業記念レースと卒業式の日程を通常より繰り上げて実施した。ただし、第125期生（男子）・第126期生（女子）は夏季帰省のみ実施した。
2022年には養成所内でもクラスターが発生し、判明しただけでも勤務者と第121期・第122期選手候補生合わせて30名以上もの感染者が発生したため訓練が一時中断したほか、卒業式を先に実施し後日改めて選手を招集し卒業記念レースを実施する（そのため、第121期生・第122期生は「プロの競輪選手」として卒業記念レースに臨んだ）という、前例のない事態が発生した。
2024年度入所の第127期生（男子）・第128期生（女子）では、入所式をそれまでより少し早めた5月16日に行ったが、社会情勢を鑑みて5年ぶりに夏季帰省・年末帰省と日曜外出を再開した。卒業式は2025年3月7日に行われた（選手登録は3月9日）。2025年度入所の第129期生（男子）・第130期生（女子）も同様のスケジュールとなっている。

## デビューについて
資格検定に合格し養成所を卒業したあと、全国各地にある選手会のいずれかの支部に所属することを条件に選手登録され、また併せて身分証を兼ねたICカードの選手登録証を交付されることで、晴れて競輪選手となれる。従来は卒業後少し間を空けて5月1日に選手登録されていたが、現在は原則として卒業式の当日または翌日、ないし翌々日に選手登録されている（121期・122期は2022年3月3日に卒業式、18日に選手登録された）。
男女ともに、卒業後は宇治市にある萬福寺にて3泊4日の新人宿泊研修を受けたあと、下半期期初となる7月以降に本格デビューとなる。
2020年の117期・118期からは、新人選手のPRを目的として、4月末または5月から6月にかけての3〜4開催で新人選手（早期卒業者は除く）のみで行う『競輪ルーキーシリーズ』が行われており、これがデビュー戦となる。続いて、下期期初となる6月30日以降の開催より先輩選手に混じっての本格デビュー戦を迎えることとなるが、この『競輪ルーキーシリーズ』における競走成績に基づいて算出された競走得点が、その出走表に反映されることとなっている。なお、本格デビュー戦については極力登録地近辺の競輪場が斡旋されるよう配慮されるが、配分と開催の関係で必ずしもそうなるとは限らない。以後、基本的に月2開催（稀に3開催）のあっせんを受ける。
男子
S級（S班・1班・2班）、A級（1班・2班・3班）の2クラス6班制のクラス分けがされている。デビュー時は最下位の「A級3班」の格付けで、A級3班のみで行われる「チャレンジ戦」に出場する。その後は競走成績に基づいてトップクラスたるS級への昇級、最終的にはGI・GPなどに出場しビッグタイトルの獲得、賞金王を目指す。
過去には、大相撲でいう前相撲のようにデビュー直後の選手のみで行われる『新人リーグ』が39期から開始され、51期からはデビュー直後の1期4か月間は新人リーグのみに出走しその競走成績に基づいて本格デビューとなる次期の格付けが決められていたが、「新人リーグは車券が買いにくい」とファンに不評であったため、76期を最後に廃止された。そのため、77期から115期までの新人選手は、デビュー戦は通常の競走にあっせんされた（1開催につき3名ほどあっせん）。117期からは上記の通り『競輪ルーキーシリーズ』が創設されたため、実質的には『新人リーグ』が復活した。なお、競輪ではラインが組まれてレースが行われているが、2025年の127期以降はガールズケイリンで採用されている先頭固定競走（インターナショナル）で行われており、男子でも『ルーキーシリーズ』においてはラインなし・全員単騎での競走となっている。さらに、『競輪ルーキーシリーズ』にて好成績を残した上位14名を対象に、8月の女子オールスター競輪ではアンダーカードで『競輪ルーキーシリーズ プラス』が行われている（3日間開催。7名ずつ2日間で予選2レースを行い、予選での成績上位7名が最終日の決勝戦に進出。一方、予選敗退の7名は2日目終了後に帰郷となる）。
女子
ガールズケイリン選手として、男子とは異なる競走プログラム・ルールでレースを行い、オールガールズクラシック（GI）やガールズグランプリ（GP）などの特別競走でタイトル獲得、賞金女王を目指す。2017年7月1日より新たに「L級1班」が創設されたため、2017年デビューの112期以降は全員が「L級1班」の格付けとなっている。116期まではデビュー戦は通常の競走にあっせんされていたが、118期からは上記の通り『競輪ルーキーシリーズ』3開催のいずれかに出場したあと、7月以降のあっせんについては男子同様、1開催につき2名（稀に3名）が通常の競走にあっせんされる。2022年より女子においても『競輪ルーキーシリーズ』での成績上位7名により一発勝負の単発レースとして『競輪ルーキーシリーズ プラス』を実施しており、2025年の128期からは8月の女子オールスター競輪最終日に行われている。
早期卒業制度
男女ともに訓練競走・学業ともに成績優秀かつ養成所が特別に認めた候補生においては、原則としてその候補生に対してのみ特別に実施される資格検定（各年度12月の第1回資格検定）を受験し合格すれば年内で早期卒業でき、通常より約半年早く翌年1月にデビューすることも可能である。実際に、現在の日本競輪選手養成所となって初の候補生である117期・118期（2019年5月入所）では、寺崎浩平、菊池岳仁（ともに117期）の2名が旧競輪学校時代を含めて初となる早期卒業者となり、同年12月25日に他の候補生に先駆けて早期卒業証書授与式が行われ早期卒業を果たし、翌2020年1月中旬に他の同期より一足早くデビューを果たした。
117期2名が早期卒業した実績を踏まえ、119期・120期以降では早期卒業制度の一部が改正され、早期卒業するためには、以下の早期卒業基準をクリアした上で候補生自身に早期卒業する意思があるかどうかの確認などの条件も満たすことが必要となった。
1. 第1回ないし第2回の記録会においてゴールデンキャップを獲得し、かつ別途で制定した独走タイム基準をクリアすること
独走タイム基準は、男子は200ｍFDが10秒56以内・1000mTTが1分05秒99以内、女子は200FDが11秒60以内・500mTTが36秒00以内[118]
2. 競走実技訓練において、出走した競走実技訓練のレースのうち、勝率が男子においては40%以上、女子においては70%以上であること
3. 競走実技訓練において、出走した競走実技訓練のレースのうち、男子においては最終周回に入るホームストレッチ及び最終周回バックストレッチを先頭で通過し、3着以内となった回数が出走する競走全体の20%以上、女子においては最終周回に入るホームストレッチ及び最終周回バックストレッチを先頭で通過し、2着以内となった回数が出走する競走全体の40%以上であること
4. 候補生自身の早期卒業に対する意欲などの意思確認

上記の条件を満たすことで初めて早期卒業候補者と認定され、さらに候補者が以下全ての条件を達成した時、養成所より早期卒業が認められる。
1. 第1回卒業認定考査及び第2回卒業認定考査に合格していること
2. 早期卒業候補者を対象として11月または12月に実施する早期卒業認定考査に合格していること
3. 早期卒業候補者に対する実訓練時限数のうち、必要履修数を満たしていること（必要な時限数の割合は「日本競輪選手養成所選手候補生卒業認定の基準」を準用）
4. 早期卒業認定考査合格者を対象として実施する資格検定（各年度第1回。原則12月上旬に実施）に合格していること

以上を踏まえ、119期・120期以降では、ともに121期の太田海也、中野慎詞、127期の市田龍生都の各候補生が早期卒業者として認定され、127期までで計5名が早期卒業を果たした。なお、女子は男子に比べ早期卒業へのハードルが高く設定されているため、早期卒業者はこれまで誕生していない。

## 沿革
競輪が創設された当初は爆発的な競輪人気を受けて全国各地に競輪場が新設されたが、その分選手の絶対数が不足しており、本人が自転車振興会連合会（当時）を直接訪ねて申し出れば即座に選手登録ができ即プロの競輪選手になれるというような状況にあった。のちに各地の支部単位でプロテストが実施されるようになったが、プロテストを受けずに競輪選手になった者の中には素質に問題がある選手も含まれており、昭和20〜30年代に各地の競輪場で頻発した事故・事件の原因の中に選手の未熟さが占める部分も大きかった。そこで、競輪選手としてふさわしい人物の養成のため、また登録選手への再訓練機関として、遊園地「玉華園」跡地（角川大映スタジオの北側。現在の東京都調布市小島町三丁目にあたる場所）に、現在の日本競輪選手養成所の前々身となる『日本サイクリストセンター』（NCC）が設立された。1950年9月15日の落成式、開所に向けて工事が進められていた中で初代所長には一条信幸が就任したが、鳴尾事件に端を発した競輪開催自粛・中止の引責で辞任。後任として野球界から市岡忠男を二代目所長として招聘した。
『日本サイクリストセンター』設立当初は登録選手の再訓練と新人教育が行われ、1951年にはセンターの1期生として135名が入学、この135名が実質的な養成所（旧『日本競輪学校』、略称NKG）の1期生であった。この頃は訓練期間は1か月程度であった。のち日本サイクリストセンターは1955年に日本競輪学校へと改称し、25期まで同地で新人選手を輩出した。だが、調布市にあった当時は生徒（当時の呼称）専用の訓練施設がなく、競走訓練など実科は近隣の京王閣競輪場に出向いて行っていたものの、競輪開催で京王閣が使えない日もあり、その場合は西武園競輪場や川崎競輪場など周辺の競輪場までバスないし輪行で移動を強いられるなど満足な訓練ができなかったことがネックとなった。ほかにも、施設が手狭になったことや、木造モルタルであった校舎が老朽化したことなどもあり、1968年に現在地の静岡県修善寺町（現在の伊豆市）へと移転し、併せて訓練期間は8か月間に延ばされた（さらに1971年には10か月間に延ばされ、現在に至る）。なお、この調布市にあった時代の旧競輪学校については、『競輪三十年史』p.165などに全景が掲載されているほか、映画『女競輪王』でもロケが行われ主人公の女子選手たちが三か月間のデビュー前研修を受けているシーンで登場している。
昭和期の女子競輪が行われていた時代の女子選手については、日本サイクリストセンターが設立される以前は各都道府県ごとに自転車振興会連合会（当時）と日本競輪選手会が独自に募集とプロテストを実施し、それに合格した者が競輪選手となれ、その合格者が旧競輪学校においてデビュー前に短期間の研修を受けた。のち日本サイクリストセンターでも1952年4月に女子選手の全国一斉募集が行われ（応募は25歳までという年齢制限があった）、この時は100名程度が採用され2か月程度の期間で訓練が行われた。日本競輪学校となって以降は1960年に30名程度の募集が行われたのが最後で、昭和期の女子選手のうち旧日本競輪学校出身は全登録者1,016名のうち332人であった。
- 1950年
  - 9月15日、『日本サイクリストセンター』落成式を挙行、開所[3]。そしてこの日、競輪自粛が公表される[125]。
  - 9月29日、この日から2年かけて、6,000人以上にも及ぶ全競輪選手に対する10日間の再訓練と検定を実施[3][125]。
- 1951年 8月6日、1期生徒（当時の呼称）135名入学。新人選手の育成訓練開始[3]。
- 1955年 4月1日、『日本競輪学校』に改称。校旗を制定。『日本サイクリストセンター』所長であった市岡忠男がそのまま『日本競輪学校』初代校長に就任[3]。
- 1968年 7月10日、現在地に移転[3]。校舎など施設の設計は、建築界の巨匠と呼ばれたアントニン・レーモンドが手掛けた[132]。翌7月11日に入学した26期生より研修期間が8か月間となる[3]。
- 1971年 4月1日、29期生が入学。研修期間が10か月間となる[3]。
- 1972年 29期入学試験より、学歴は高卒・高卒見込みないし高卒同等資格保持者（ただし、学科試験に合格すれば中卒でも入学できた）が入学条件となる。29期・30期より年2回入学開始。
- 1976年 39期入学試験より、高卒・高卒見込みないし高卒同等資格保持者を対象とした適性試験開始。
- 1979年 46期入学試験より、技能・適性試験ともに学歴は高卒・高卒見込みないし高卒同等資格保持者が条件となる。
- 1999年 85期より、年1回入学に変更（5月入学）。
  - 8月13日、特別選抜入試を開始（86期生を対象）[3]。
- 2003年 89期より、一般入試の技能試験においてギア比制限を導入[133]。
- 2006年 93期より、学力・小論文試験廃止。年齢制限のうち上限を撤廃。92期・93期より年2回入学復活。
- 2008年 97期より、該当自転車競技大会において優秀な成績を収めた者に対する技能試験免除（1次、2次とも）が1次のみとなる。
- 2010年 4月1日、滝澤正光が元選手としては初となる校長に就任（第23代）。
- 2011年 101期より、再び年1回入学に変更。および102期（女子第1回生）[134]と同時養成（5月入学、翌年3月卒業）。
- 2014年 109期の合格枠を50名程度に増員[45]。
- 2015年 111期より、男子の合格枠を70名程度に増員[46]。
- 2018年 115期・116期より、記録会の成績に応じた報奨金制度を新設[135]。
- 2019年
  - 5月1日、名称を『日本競輪選手養成所』に、併せて英語表記を「Japan Institute of KEIRIN（JIK）」に、生徒を「候補生」（英語表記は「KEIRIN TRAINEE」）に、生徒会長・副会長を「候補生自治会長」・「候補生副自治会長」に、それぞれ改称。入所試験において学歴を撤廃、45期以来となる中卒での受験も可能となった（ただし、満17歳以上という年齢制限は継続）。また、117期・118期候補生から、科学的トレーニングや英会話講座の導入など抜本的なカリキュラム改革を実施[2]。
  - 7月17日、敷地内に屋内木製250mバンク「JKA250（にーごーまる）」竣工[136]。
  - 12月25日、初となる早期卒業者と認定された寺崎浩平、菊池岳仁両候補生（ともに117期）の早期卒業証書授与式を実施[10]。
- 2020年
  - 3月 117期・118期卒業記念レースについて、新型コロナウイルス拡大防止の観点から、3月23日から24日にかけて伊東温泉競輪場での実施予定を、養成所において無観客で23日の1日のみの実施に変更。また、卒業式も25日から24日に変更し、併せて来賓および選手候補生の親族の招待も見合わせることとなった[137]。
  - 5月 当初14日に予定していた、119期・120期の入所式を新型コロナウイルス感染拡大防止の観点から延期[138]。その後、29日に来賓および選手候補生の親族の招待を見合わせるなど規模を縮小した上で実施した[139]。
- 2021年
  - 2月8日〜3月1日 例年よりスケジュールを前倒し、119期・120期においては2月に資格検定受験（8日から11日）と卒業記念レース（26日と27日）を実施、3月1日に卒業式を実施[4][97]。
  - 5月27日、121期・122期の入所式実施。
  - 12月22日、早期卒業者として認定された中野慎詞、太田海也両候補生（ともに121期）の早期卒業証書授与式を実施[140]。
- 2022年
  - 1月26日から2月7日の間で勤務者4名、選手候補生31名の新型コロナウイルス感染を確認[102][103][104]。養成所内で初の新型コロナウイルス感染者が現れた。
  - 3月3日、121期・122期の卒業式を実施。今回も選手候補生の親族や来賓の招待は行わず、また今回は講堂のほか一部の候補生は教室なども使ってのリモートでの出席となった。また、養成所内にて新型コロナウイルス感染者が発生した影響で卒業記念レースを行わないまま卒業式を実施するという、異例づくしであった。
  - 4月5日、121期・122期卒業記念レースを当日のみに短縮して実施[105]。
- 2024年
  - 9月、既存施設が老朽化していることなどから、総合トレーニング棟と候補生宿舎棟を融合した、次世代型総合トレーニングセンターの建設に着手。2026年冬に完成予定[141]。
  - 12月23日、早期卒業者として認定された市田龍生都候補生（127期）の早期卒業証書授与式を実施[121]。
- 2025年 4月1日、元選手である神山雄一郎が所長に就任（第24代）[142][143]。

## 施設
練習用の走路は、JKA400（旧南400m）と呼ばれる屋外400mバンク・JKA250と呼ばれる屋内型木製250mバンクをメインに、日本サイクルスポーツセンターの管理扱いである北400ピスト（屋外400m）・333ピスト（屋外333m）・伊豆ベロドローム（屋内型木製250m）がある。このうち伊豆ベロドロームは主に日本国外へ遠征するナショナルチームの練習用拠点となっている（日本国外の走路は屋内型木製250mが主のため）こともあり、新たに敷地内に伊豆ベロドロームに次ぐ屋内型木製250mバンクの建設を進め、2019年7月17日に竣工式が行われ「JKA250（にーごーまる）」と命名された。最大傾斜は42.8度（伊豆ベロドロームは45度）で、基本は養成所の候補生が使用するが、自転車ナショナルチームも練習拠点として使用することもある。
他にも、走路では登坂訓練で有名な330mの登坂走路（最大斜度13度58分12秒、直線200m、登坂部80m、高低差約19m）や330mの水平走路、1,000mないし3,000mのサイクリングロードコースがある。ただし、登坂走路については災害で走路に土砂が流れ込んでおり、完全に復旧させるには難しい状況にあるため、現在では登坂訓練は行っていない。
教室・体育館・自転車整備室・ローラー練習場や測定室など屋内練習施設・宿舎（寮）については、建築界の巨匠アントニン・レーモンドの設計である。
施設の一般使用は原則として認めていないが、養成所近くの伊豆総合高校自転車競技部が朝練でバンクを使用しているほか、一部の競技大会については養成所側が趣旨と目的を判断し特別に使用を認めることもある。2018年のインターハイでは養成所の333mバンクを使用してトラック種目が行われたほか、このインターハイ開催期間中は併せてオープンキャンパスも実施し、食堂も一般開放して学食を数量限定で有料にて提供した。なお、オープンキャンパスについては、本格的なものとしては2025年8月9日に初めて、午前（適性試験で養成所の受験を検討している者向け）と午後（一般のファン向け）に分けて実施し（当日は候補生は夏季帰省中で不在）、午前・午後と合わせて76名が参加した。なお、養成所としては2026年以降もオープンキャンパスを開催予定としている。
2020年公開の映画『弱虫ペダル』（実写版）では、ローラー場、食堂、養成所内の道路にて撮影が行われたほか、スキマスイッチのセレクションアルバム『スキマノハナタバ ～Smile Song Selection～』のコンセプトムービーがJKA400（400mバンク）で撮影されるなど、ロケにも協力している。
施設については1968年に現在地に新築・移転して以降、耐震補強工事や大浴場に仕切りを設ける（男女別に分けるため）など必要最低限の工事しかしておらず、大規模修繕は行っていないこともあり老朽化が進行していたこと、山間部の丘陵地に建設したこともあり敷地内の移動には高低差があり時間がかかってしまう点がネックとなっていたなど問題点が出てきたため、その施設間に新たに総合トレーニング棟と候補生宿舎棟を融合した「次世代型総合トレーニングセンター施設」を建設して直結させることで移動時間の短縮を図ることとなった。新施設は2026年冬に完成予定。

## 記録会
養成所では、卒業までに記録会が3回、数日かけて行われる。種目は200mフライングダッシュ、400mフライングダッシュ、1000mタイムトライアル（男子）／500mタイムトライアル（女子）、3000mタイムトライアル（男子）／2000mタイムトライアル（女子）だが、第3回記録会は屋内（JKA250）で実施されるため、3000mタイムトライアル（男子）／2000mタイムトライアル（女子）は省略される。
旧競輪学校時代の最後の卒業生となった115期・116期までは、卒業までに試走記録会、卒業認定考査を含めて計5回の記録会が行われたが、養成所に名称変更して最初の入所者となった117期・118期では、上記の通り3回に変更されている。ただし、旧競輪学校時代では卒業認定考査は1回のみであったが、養成所となった現在ではカリキュラムの変更とともにこの3回の記録会全てが卒業認定考査を兼ねており、各記録会ごとに規定タイムをクリアできなければ落第となり強制退所させられる。なお、特別選抜試験を含む適性受験での入所者に限り、競技用自転車の経験の少なさを考慮して特例で第1回記録会のみ考査の対象から除外されることになっている。
各記録ごとに基準タイムがそれぞれ設けられており、候補生はこの記録会で出した記録を基に、次の記録会ないし卒業までの間、能力の高い者順に金（S評価）・白（A評価）・黒（B評価）・赤（C評価）・青（D評価）で班分けされ、競走訓練の際にはそれぞれの決められた色のカバーがかけられたヘルメットを着用する。1990年9月（67期）より最高位である金が制定され、金は一般的にゴールデンキャップと呼ばれている。このゴールデンキャップはスピード、持久力の両方で高い基準をクリアした候補生だけに与えられるもので毎回出るものではないが、中には複数回獲得した者もおり、男子は菊池岳仁（初の養成所早期卒業）、町田太我（男子で初の3回連続獲得）、木村皆斗、村田祐樹（3回連続）、太田海也（早期卒業者）、山口多聞、東矢圭吾、中石湊、森田一郎、阿部英斗、市田龍生都（早期卒業者）、杉浦颯太、野中龍之介、大塚城、邊見竜馬、三神遼矢、長野魅切、木村優駿、尾野翔一の19名、女子は小林優香（3回連続。男子も含めて初の複数回獲得）、永塚祐子、吉川美穂、仲澤春香、酒井亜樹（3回連続）の5名、計24名が在所中に2回以上獲得した（127期・128期まで）。ヘルメットは養成所からの貸与だが、かつてはゴールデンキャップ獲得者には特製デザインのヘルメットが本人に直接授与されていたことがあった（115期・116期以降の現在は、ヘルメットは貸与のままで金色のカバーの授与のみ）。なお、養成所となりカリキュラムが大幅に変更された117期・118期以降では長距離のタイムが緩和されたことや、第3回記録会では天候や風の影響を受けないJKA250（屋内型）が会場でありかつ長距離の測定を行わないこともあってゴールデンキャップ獲得者は大きく増加しており、特に2024年12月の第3回では過去最多となる男女合わせて26名もの候補生がゴールデンキャップを獲得した（さらに複数回獲得は男女合わせて10名）。
沿革で述べた通り、115期・116期以降を対象に、各回ごとにS評価（金）またはA評価（白）を獲得した候補生には報奨金が支給される。報奨金のほかにボーナス制度もあるため、合わせて最高で160万円が卒業時に一括で支給される（特に3回連続でゴールデンキャップを獲得すれば、報奨金とボーナスとで在所時の諸費用が実質的に無料となる）。但し、記録会を欠席したり、途中休学となるなどした場合には、支給額の減額または不支給となることがある。
- 報奨金の制度は以下の通り。
  - 「金」 - 1回ごとに20万円
  - 「白」 - 1回ごとに10万円
  - ただし、最低のD評価（青）が付いた場合は、1回ごとに報奨金が50%カットされる（順不同）。
    - 「白」2回・「青」1回 - 10万円×2回だが50%カットされ10万円支給
    - 「白」1回・「青」2回 - 10万円だが50%カット✕2回で25％、2万5千円支給
- ボーナスの制度は以下の通り（順不同）。
  - 「金」3回 - 20万円×3回とボーナス100万円で計160万円支給
  - 「金」1回・「白」2回 - 20万円＋10万円×2回とボーナス30万円で計70万円支給
  - 「白」3回 - 10万円×3回とボーナス10万円で計40万円支給

115期・116期以降は男子の能力区分基準タイムが変更されており、男子は旧基準と比べて200mFDと400mFDはタイムが短くなり厳しくなった一方、1000mTTと3000mTTではタイムが緩和されたことで、115期による第2回記録会で達成した2名はともに旧基準では3000mTTをクリアしておらずゴールデンキャップに該当しなかったものであった。なお、女子においても、2019年度の118期から全体的にタイムが短くなり厳しくなった一方、世界選手権などでは500mTTで行われていることから1000mTTは500mTTに変更された。さらに、先述の通り、117期・118期以降では、第1回または第2回記録会でゴールデンキャップを獲得し、かつ一定の条件を満たした者は『早期卒業制度対象者』とされ、対象の候補生が早期卒業の意向を持つ場合、12月に実施される各年度の第1回資格検定に合格することを条件に同年12月下旬にて養成所を早期卒業でき、翌年1月に通常より約半年ほど早く競輪選手としてデビューすることが可能となっている。

### 能力区分基準タイム
いずれも2019年5月1日制定
男子
| 評価 | 帽子色 | 200mFD     | 400mFD     | 1000mTT       | 3000mTT       | 備考1     | 備考2   | 備考3            |
| ---- | ------ | ---------- | ---------- | ------------- | ------------- | --------- | ------- | ---------------- |
| S    | 金     | 11秒20以内 | 23秒00以内 | 1分08秒00以内 | 3分49秒50以内 | スピード◎ | 持久力◎ | 報奨金20万円支給 |
| A    | 白     | 11秒50以内 | 23秒70以内 | 1分10秒50以内 | 3分58秒50以内 | スピード○ | 持久力○ | 報奨金10万円支給 |
| B    | 黒     | 11秒50以内 | 23秒70以内 | 1分10秒50超過 | 3分58秒50超過 | スピード○ | 持久力× |                  |
| C    | 赤     | 11秒50超過 | 23秒70超過 | 1分10秒50以内 | 3分58秒50以内 | スピード× | 持久力○ |                  |
| D    | 青     | 11秒50超過 | 23秒70超過 | 1分10秒50超過 | 3分58秒50超過 | スピード× | 持久力× | 報奨金50%カット  |

女子
| 評価 | 帽子色 | 200mFD     | 400mFD     | 500mTT     | 2000mTT       | 備考1     | 備考2   | 備考3            |
| ---- | ------ | ---------- | ---------- | ---------- | ------------- | --------- | ------- | ---------------- |
| S    | 金     | 12秒30以内 | 25秒50以内 | 38秒30以内 | 2分41秒50以内 | スピード◎ | 持久力◎ | 報奨金20万円支給 |
| A    | 白     | 12秒80以内 | 26秒20以内 | 39秒40以内 | 2分49秒00以内 | スピード○ | 持久力○ | 報奨金10万円支給 |
| B    | 黒     | 12秒80以内 | 26秒20以内 | 39秒40超過 | 2分49秒00超過 | スピード○ | 持久力× |                  |
| C    | 赤     | 12秒80超過 | 26秒20超過 | 39秒40以内 | 2分49秒00以内 | スピード× | 持久力○ |                  |
| D    | 青     | 12秒80超過 | 26秒20超過 | 39秒40超過 | 2分49秒00超過 | スピード× | 持久力× | 報奨金50%カット  |

### ゴールデンキャップ獲得者
獲得者と各種目ごとのタイムは、こちらを参照。

## 卒業記念レース
卒業記念レースは、日本サイクリストセンター時代に模擬レースという名前で行われていたものが発祥となっている。19期までは模擬レースのみが行われていた。20期からは卒業記念レースと模擬レースがともに実施され、養成所が現在の修善寺に移った26期からは卒業記念レースとして一本化された。競輪選手としてデビューした後に実施されるルーキーチャンピオンレース、ガールズ フレッシュクイーンやヤンググランプリにも繋がるレースでもある。
早期卒業した候補生を除く在所中の候補生により、男女とも卒業式直前に2日間の日程で実施される。初日は昼前〜昼過ぎにかけて女子予選１（3レース）と男子予選１（8レース）が行われ、そのあと昼休憩を挟み、午後に女子予選２（3レース）と男子予選２（8レース）が行われる。初日の成績を基に、2日目は午前に男子敗者戦（一般と選抜とで4レース）と準決勝（3レース）が行われ、そのあと男女とも候補生紹介と昼休憩を挟み、午後に女子敗者戦（2レース）と男子敗者戦（特別選抜と順位決定とで3レース）、そして最後に女子決勝、男子決勝が行われる。
レースは、400mバンクでは4周（2022年のみ3周）、333mバンクでは5周で行われる。会場は、かつては殆どがJKA400（周長400m）にて開催されてきたが、早く競輪選手としての身構えをつけてもらおうという意味合いや、候補生の身内など関係者のみならず競輪ファンの関心も高いなどの理由から、99期以降では原則として南関東のいずれかの競輪場で開催されており、特に養成所から最も近い伊東温泉競輪場での開催が多い。なお、2020年の117期・118期は、COVID-19の流行と感染拡大防止の観点から、会場は当初の伊東温泉競輪場から養成所内のJKA400に、日程も23日の当日のみとして無観客での実施とし、勝ち上がりもポイント制に変更して実施した。2021年の119期・120期では、スケジュールの前倒しにより2月26日から27日にかけて、当初は静岡競輪場にて開催予定としていたが、同様の理由のため養成所内のJKA400に変更し、無観客で実施したほか、119期はエキシビションとして2日目にスプリント競走を実施した。2022年の121期・122期もやはり同様の理由により当初の伊東温泉競輪場からJKA400に変更し、無観客で実施することとなったが、のち候補生に新型コロナウイルスの感染者が多数発生した影響で異例の延期が発表された。その後、先に3月3日に卒業式を実施したため卒業記念レースは初めて卒業式後の開催となり、候補生は一旦帰省したのち4月4日（前検日）に改めて招集され翌5日に卒業記念レースが実施された。ちなみにこの時点で既に全員が競輪選手として登録されていたため、養成所創設以来初めての「（プロの）競輪選手による卒業記念レース」となった。また併せて、当初の2日間から当日のみの開催とし、無観客での開催に再度変更された。なお、会場は当初333ピストと告知されたが、当日はJKA400にてレースは3周回で行われた。2023年も同様にJKA400にて2日間かけて無観客で実施した（なお、2日目の中継に限り2022年のKEIRINグランプリシリーズ中継で初採用された「自由視点映像」が放映された）。2024年は5年ぶりに伊東温泉競輪場にて有観客で実施され、初日の中継でも「自由視点映像」が放映された。
現在では、SPEEDチャンネルやYouTubeによるストリーミング配信による生中継も行われている。

### 卒業記念レース歴代優勝者
男子は1 - 100期までと101期以降の奇数期、女子は102期以降の偶数期。記載の登録地は、資格検定合格時にJKA（旧日本自転車振興会）より公示された都道府県。

◎は完全優勝。※は適性試験受験者。太字は、男子はGP・GI優勝者、女子はGP・GIまたはフェスティバル（廃止）・コレクション（廃止）優勝者。
| 期 | 決勝戦実施日   | 優勝者      | 登録地 | 会場         |
| -- | -------------- | ----------- | ------ | ------------ |
| 26 | 1969年3月7日   | 杉渕孝一    | 神奈川 | 南400mピスト |
| 27 | 1969年12月19日 | ◎小山靖     | 宮城   | 南400mピスト |
| 28 | 1970年12月16日 | 三好真人    | 東京   | 南400mピスト |
| 29 | 1972年1月28日  | 棚橋良博    | 岐阜   | 南400mピスト |
| 30 | 1972年8月2日   | ◎宮一透     | 群馬   | 南400mピスト |
| 31 | 1973年2月14日  | 大石好克    | 岐阜   | 南400mピスト |
| 32 | 1973年7月25日  | 新田三男    | 福岡   | 南400mピスト |
| 33 | 1974年3月28日  | ◎葛西新蔵   | 青森   | 南400mピスト |
| 34 | 1974年4月17日  | 山本和正    | 岩手   | 南400mピスト |
| 35 | 1975年3月12日  | ◎松田隆文   | 大分   | 333ピスト    |
| 36 | 1975年9月10日  | 大久保広重  | 福岡   | 南400mピスト |
| 37 | 1976年3月10日  | 竹内久人    | 岐阜   | 南400mピスト |
| 38 | 1976年9月8日   | ◎山口健治   | 東京   | 南400mピスト |
| 39 | 1977年3月9日   | 長谷忠      | 岡山   | 南400mピスト |
| 40 | 1977年9月7日   | 遠藤三郎    | 静岡   | 南400mピスト |
| 41 | 1978年3月8日   | 町島洋一    | 福島   | 南400mピスト |
| 42 | 1978年9月7日   | 高木和彦    | 栃木   | 川崎競輪場   |
| 43 | 1979年2月28日  | 北村徹      | 熊本   | 川崎競輪場   |
| 44 | 1979年9月5日   | ※岸本元也   | 熊本   | 川崎競輪場   |
| 45 | 1980年3月5日   | ◎齊藤哲也   | 兵庫   | 南400mピスト |
| 46 | 1980年9月3日   | 細川忠行    | 愛知   | 南400mピスト |
| 47 | 1981年3月11日  | ◎鵜沼正樹   | 静岡   | 南400mピスト |
| 48 | 1981年9月9日   | 菅野浩司    | 神奈川 | 南400mピスト |
| 49 | 1982年3月10日  | 奥羽勲      | 熊本   | 南400mピスト |
| 50 | 1982年9月8日   | 田村剛男    | 福島   | 南400mピスト |
| 51 | 1983年3月9日   | 野原哲也    | 福井   | 南400mピスト |
| 52 | 1983年7月27日  | 田中祥之    | 大阪   | 南400mピスト |
| 53 | 1984年3月7日   | ◎木野内高   | 福島   | 南400mピスト |
| 54 | 1984年7月18日  | 伊藤勝也    | 静岡   | 南400mピスト |
| 55 | 1985年3月13日  | 村松浩章    | 静岡   | 南400mピスト |
| 56 | 1985年7月23日  | 宮路智裕    | 熊本   | 南400mピスト |
| 57 | 1986年3月11日  | ◎坂本勉     | 青森   | 川崎競輪場   |
| 58 | 1986年7月23日  | ◎川口満宏   | 東京   | 南400mピスト |
| 59 | 1987年3月11日  | ◎小橋正義   | 岡山   | 南400mピスト |
| 60 | 1987年7月15日  | 金田健一郎  | 大阪   | 南400mピスト |
| 61 | 1988年3月9日   | ◎神山雄一郎 | 栃木   | 南400mピスト |
| 62 | 1988年7月13日  | 内林久徳    | 滋賀   | 南400mピスト |
| 63 | 1989年3月8日   | 千原千里    | 福岡   | 南400mピスト |
| 64 | 1989年6月21日  | ◎三宅伸     | 岡山   | 南400mピスト |
| 65 | 1990年2月21日  | ※古川圭     | 福岡   | 南400mピスト |
| 66 | 1990年6月19日  | 児玉広志    | 香川   | 南400mピスト |
| 67 | 1991年2月27日  | 佐々木一昭  | 岩手   | 南400mピスト |
| 68 | 1991年6月19日  | 阿部康雄    | 新潟   | 南400mピスト |
| 69 | 1992年2月28日  | 中村淳      | 栃木   | 前橋競輪場   |

| 期  | 決勝戦実施日   | 優勝者      | 登録地 | 会場           |
| --- | -------------- | ----------- | ------ | -------------- |
| 70  | 1992年6月17日  | 関靖夫      | 埼玉   | 南400mピスト   |
| 71  | 1993年2月24日  | 笹川竜治    | 新潟   | 南400mピスト   |
| 72  | 1993年6月16日  | 川原義哲    | 大阪   | 南400mピスト   |
| 73  | 1994年2月23日  | 古閑良介    | 福岡   | 南400mピスト   |
| 74  | 1994年6月15日  | 小嶋敬二    | 石川   | 南400mピスト   |
| 75  | 1995年3月1日   | 手島慶介    | 群馬   | 南400mピスト   |
| 76  | 1995年6月14日  | 冨田卓      | 千葉   | 南400mピスト   |
| 77  | 1996年2月28日  | 小林正治    | 東京   | 南400mピスト   |
| 78  | 1996年6月12日  | 若松将弘    | 愛知   | 南400mピスト   |
| 79  | 1997年2月26日  | 毛利昇平    | 京都   | 南400mピスト   |
| 80  | 1997年6月11日  | ◎齋藤登志信 | 山形   | 南400mピスト   |
| 81  | 1998年4月15日  | 前反祐一郎  | 広島   | 南400mピスト   |
| 82  | 1998年12月16日 | 荒井崇博    | 佐賀   | 南400mピスト   |
| 83  | 1999年4月21日  | ◎佐々木雄一 | 福島   | 南400mピスト   |
| 84  | 1999年12月15日 | 井山和裕    | 山口   | 南400mピスト   |
| 85  | 2000年4月19日  | 中川誠一郎  | 熊本   | 南400mピスト   |
| 86  | 2001年4月17日  | ◎井上昌己   | 長崎   | 南400mピスト   |
| 87  | 2002年4月13日  | 藤川浩平    | 石川   | 南400mピスト   |
| 88  | 2003年4月10日  | ◎成田和也   | 福島   | 南400mピスト   |
| 89  | 2004年4月7日   | 五日市誠    | 青森   | 南400mピスト   |
| 90  | 2005年4月6日   | 廣川泰昭    | 愛媛   | 南400mピスト   |
| 91  | 2006年4月7日   | 藤野孝彦    | 佐賀   | 南400mピスト   |
| 92  | 2007年4月11日  | 寺田信彦    | 大分   | 南400mピスト   |
| 93  | 2007年10月17日 | ※谷田泰平   | 岐阜   | 南400mピスト   |
| 94  | 2008年3月26日  | 鈴木雄一朗  | 東京   | 南400mピスト   |
| 95  | 2008年10月15日 | 上原龍      | 長野   | 南400mピスト   |
| 96  | 2009年4月9日   | 西村光太    | 三重   | 南400mピスト   |
| 97  | 2009年10月14日 | 井上嵩      | 東京   | 南400mピスト   |
| 98  | 2010年3月24日  | 増原正人    | 広島   | 南400mピスト   |
| 99  | 2010年10月14日 | 上吹越俊一  | 鹿児島 | 伊東温泉競輪場 |
| 100 | 2011年3月24日  | 阿部力也    | 宮城   | 南400mピスト   |

| 期          | 決勝戦実施日  | 優勝者       | 登録地 | 会場           |
| ----------- | ------------- | ------------ | ------ | -------------- |
| 101（男子） | 2012年3月22日 | 山本伸一     | 高知   | 松戸競輪場     |
| 102（女子） | 2012年3月22日 | ◎加瀬加奈子  | 新潟   | 松戸競輪場     |
| 103（男子） | 2013年3月27日 | 小酒大勇     | 福島   | 川崎競輪場     |
| 104（女子） | 2013年3月27日 | ◎石井寛子    | 東京   | 川崎競輪場     |
| 105（男子） | 2014年3月26日 | 伊早坂駿一   | 茨城   | 平塚競輪場     |
| 106（女子） | 2014年3月26日 | ◎石井貴子    | 千葉   | 平塚競輪場     |
| 107（男子） | 2015年3月25日 | 新山響平     | 青森   | 静岡競輪場     |
| 108（女子） | 2015年3月25日 | ◎※尾崎睦     | 神奈川 | 静岡競輪場     |
| 109（男子） | 2016年3月23日 | 太田竜馬     | 徳島   | 伊東温泉競輪場 |
| 110（女子） | 2016年3月23日 | ◎※土屋珠里   | 栃木   | 伊東温泉競輪場 |
| 111（男子） | 2017年3月23日 | 南潤         | 和歌山 | 静岡競輪場     |
| 112（女子） | 2017年3月23日 | 梅川風子     | 東京   | 静岡競輪場     |
| 113（男子） | 2018年3月23日 | 藤根俊貴     | 岩手   | 伊東温泉競輪場 |
| 114（女子） | 2018年3月23日 | 柳原真緒     | 福井   | 伊東温泉競輪場 |
| 115（男子） | 2019年3月19日 | ◎山本修平    | 東京   | 伊東温泉競輪場 |
| 116（女子） | 2019年3月19日 | 鈴木樹里     | 愛知   | 伊東温泉競輪場 |
| 117（男子） | 2020年3月23日 | ◎青柳靖起    | 佐賀   | JKA400         |
| 118（女子） | 2020年3月23日 | 尾方真生     | 福岡   | JKA400         |
| 119（男子） | 2021年2月27日 | 桑名僚也     | 埼玉   | JKA400         |
| 120（女子） | 2021年2月27日 | 西脇美唯奈   | 愛知   | JKA400         |
| 121（男子） | 2022年4月5日  | 纐纈洸翔     | 愛知   | JKA400         |
| 122（女子） | 2022年4月5日  | ◎※畠山ひすい | 北海道 | JKA400         |
| 123（男子） | 2023年3月2日  | 荒川達郎     | 埼玉   | JKA400         |
| 124（女子） | 2023年3月2日  | ◎松井優佳    | 大阪   | JKA400         |
| 125（男子） | 2024年3月6日  | 森田一郎     | 埼玉   | 伊東温泉競輪場 |
| 126（女子） | 2024年3月6日  | ◎仲澤春香    | 福井   | 伊東温泉競輪場 |
| 127（男子） | 2025年3月5日  | 三神遼矢     | 福島   | 静岡競輪場     |
| 126（女子） | 2025年3月5日  | 岩元杏奈     | 宮崎   | 静岡競輪場     |

参考：21期〜25期の卒業記念レース優勝者
| 期 | 優勝者   | 登録地 |
| -- | -------- | ------ |
| 21 | 伊藤繁   | 神奈川 |
| 22 | 福島正幸 | 群馬   |
| 23 | 丹波秀次 | 岡山   |
| 24 | 班目秀雄 | 福島   |
| 25 | 畔蒜啓次 | 東京   |

## 交通アクセス
伊豆箱根鉄道駿豆線修善寺駅より東海バス「サイクルスポーツセンター」行きに乗車、「日本競輪選手養成所入口」バス停から徒歩10分。なお、運行は沿線の学校の休校日（基本は土曜・日曜・祝日。平日は主に春休み・夏休み・冬休み期間中）の朝夕2本のみ。ほかに、同路線には一つ手前の「馬渡橋」停留所までの区間便の運行もあるが、同停留所から養成所までは徒歩30分ほどかかる。